# Ziest (See)

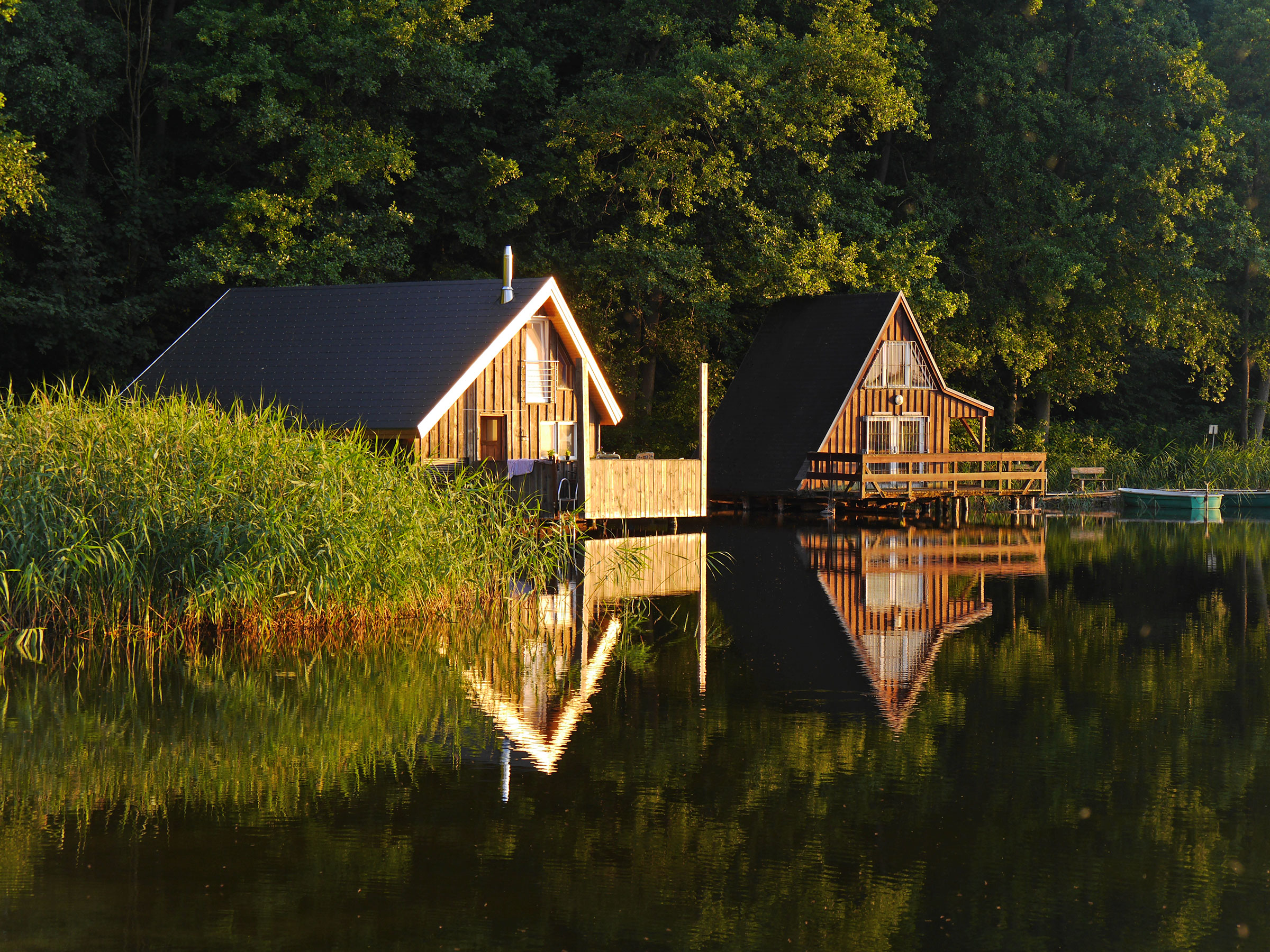
Bootshäuser am Tiefen Ziehst

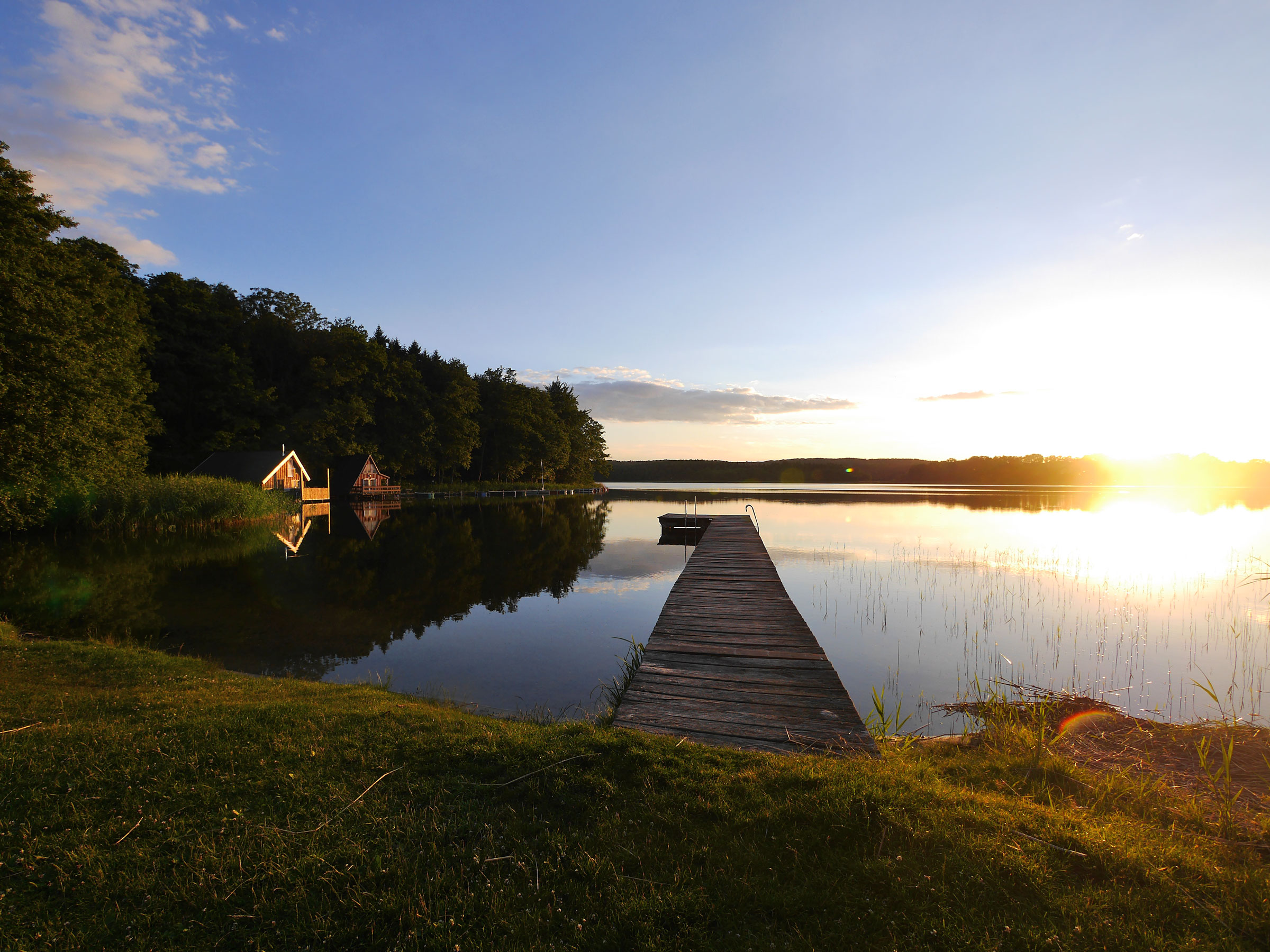
Abendstimmung am Tiefen Ziehst

Der Ziest ist ein zweiteiliger See im Landkreis Rostock innerhalb des Gemeindegebietes von Lalendorf in Mecklenburg-Vorpommern (Deutschland). Er befindet sich ungefähr 12 Kilometer östlich von Güstrow. Der See besteht aus zwei markanten Becken, dem Tiefen Ziest im Süden und dem Flachen Ziest im Norden. Der Flache Ziest hat eine Fläche von 32,7 Hektar. Der Tiefe Ziest ist 45,3 Hektar groß. Beide Teile werden durch die Halbinsel Buchholz voneinander getrennt. Die Durchfahrt ist ungefähr 50 Meter breit. Der See hat eine Gesamtlänge von rund 1,6 Kilometern und eine Breite von 850 Metern (Tiefer Ziest) beziehungsweise bis zu 400 Metern (Flacher Ziest). Beide Seehälften sind wenig gegliedert. Der Tiefe Ziest ist maximal elf Meter und der Flache Ziest vier Meter tief. Das Ostufer ist bewaldet, während das Westufer meist landwirtschaftlich genutzt wird. Am Westufer des Flachen Ziest befindet sich die kleine Siedlung Nienhagener Hütte sowie die Ferien-Appartement Anlage „Residenz am See“. Am Tiefen Ziest liegt in der Nähe einer Bungalowsiedlung eine Badestelle mit Badesteg und aufgeschüttetem Strand. Unweit des Nordufers befindet sich der Lalendorfer Ortsteil Vietgest. Das Südufer ist steil und gipfelt in dem 58 m ü. NHN hohen Seeberg. Westlich des Sees verläuft die Bundesautobahn 19 und nördlich die Bahnstrecke Neustrelitz–Warnemünde.
Im Tiefen Ziest liegen zwei Wracks von Flugzeugen aus dem Zweiten Weltkrieg. Eines wurde abgeschossen und stürzte in den See, während die zweite Maschine im Winter auf dem See landete und in das Eis einbrach und versank. Versuche, die Flugzeuge mittels Luftkissen zu bergen, waren in den 1970er Jahren nicht erfolgreich. Die Wracks liegen sehr tief und sind zudem im Schlamm versunken.

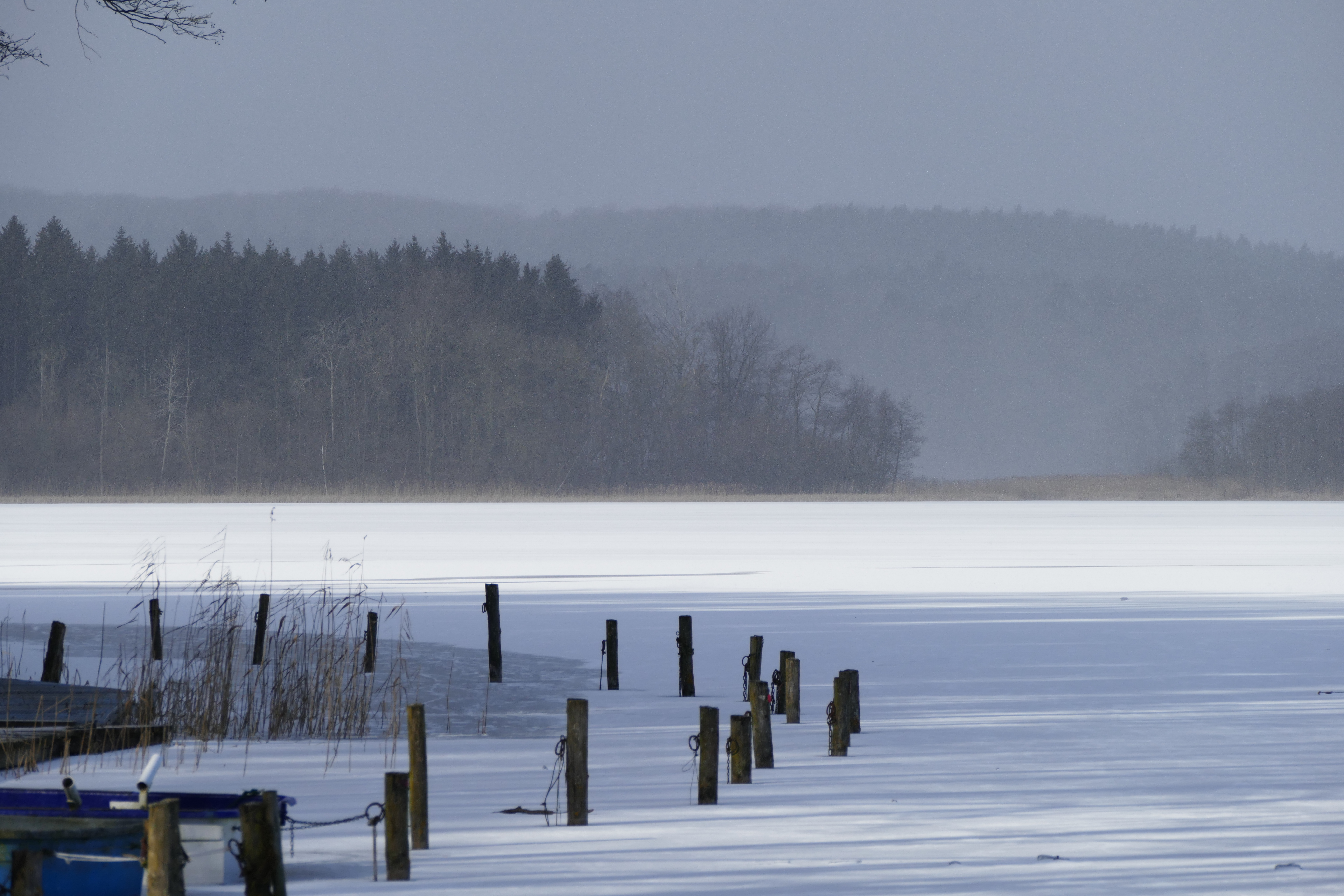
Winterstimmung am Tiefen Ziest
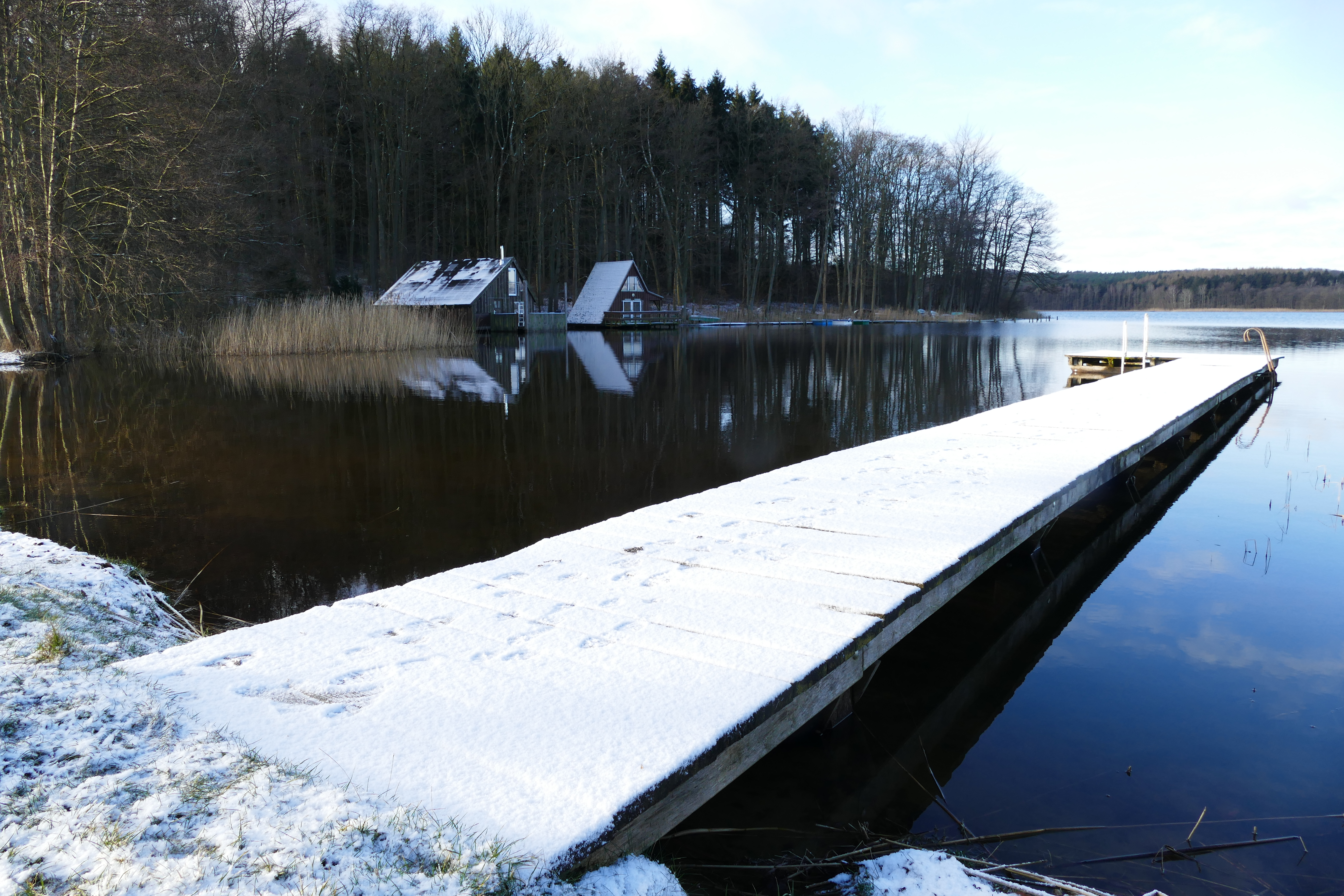
Tiefer Ziest mit Bootshaus im Winter
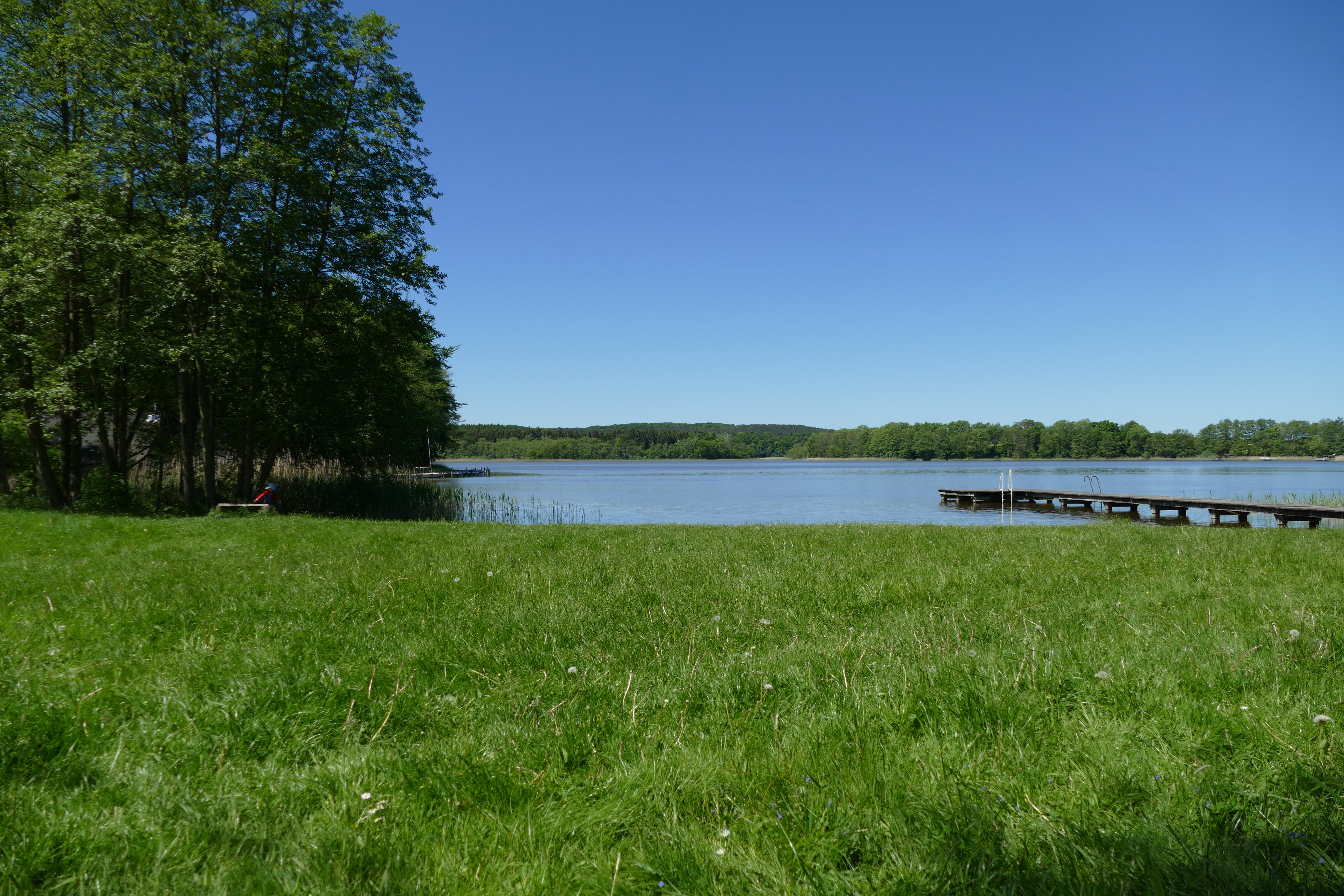
Badestelle am Tiefen Ziest